# Histoire de la politique climatique de la France
L'histoire de la politique climatique de la France retrace les principaux événements et actions qui caractérisent la politique menée par le gouvernement de la France et ses institutions depuis 1989 en matière de lutte contre le changement climatique. Elle peut être structurée en cinq périodes correspondant sensiblement aux différentes présidences de la République.

## 1989-1997: premiers programmes, entre les mains de l'exécutif

### Conférence de La Haye et ses suites (1989-1992)
À l'initiative de la France, de l'Espagne et des Pays-Bas, la première grande conférence internationale sur le changement climatique se tient à La Haye en mars 1989, en présence de quatre-vingts pays participants. Dans la continuité, le Premier ministre, Michel Rocard, constitue un groupe technique interministériel pour élaborer un programme d’action contre l’effet de serre et réfléchir sur les changements climatiques qu’entraînerait l’augmentation de l’effet de serre. Le groupe rend son rapport sur l’effet de serre le 15 novembre 1990, en précisant que celui-ci ne peut « que constituer l’amorce d’un travail important et de longue durée, dont le caractère interministériel est marqué ».

### Mission interministérielle sur l’effet de serre (MIES) (1992)
Pour poursuivre les travaux du groupe de travail, la Mission interministérielle de l'effet de serre (MIES) est créée par décret du 16 juin 1992. La présidence est assurée jusqu’en 1995 par Yves Martin. Cette institution qui compte au départ quatre personnes et une dizaine dans les années 2000 a pour mission de coordonner l’action de la France dans sa lutte contre les émissions de GES, tant au niveau national que dans les instances européennes et internationales. Dès l’origine, elle intègre les acteurs économiques, sociaux et associatifs à sa réflexion, dans un esprit de dialogue. Ses premiers travaux s’inscrivent dans un contexte qui va perdurer, marqué par une incertitude et des fluctuations quant à la prise en charge des questions environnementales globales par le Premier ministre ou le ministère de l’Environnement, puis de l’Écologie.

### Programmes de lutte contre l’effet de serre (1993-1997)
Dans la continuité du Sommet de Rio (1992), la France communique en mars 1993 à la Commission européenne, les « premiers éléments pour un programme français de lutte contre l’effet de serre », qui visent à parvenir à maintenir en 2000 les émissions de GES à leur niveau de 1990. Puis en février 1995, c’est un premier « programme national de prévention du changement de climat » qui est transmis et présenté à la COP 1 qui se tient à Berlin. Ce document décline les mesures mises en œuvre (économies d’énergie, taxe sur les carburants, sensibilisation aux économies d’énergie et à l’efficacité énergétique, développement d’un parc nucléaire…), qui ont permis à la France « de réduire ses émissions de CO2 par habitant entre 1980 et 1990 plus qu’aucun autre État membre de l’UE (- 26,5 % contre une moyenne communautaire de 19,3 % ». La France souligne alors qu’au sein de l’OCDE, seule la Suède a connu une réduction plus forte de ce ratio. Mais On observe ainsi que la réflexion est organisée autour de l’énergie et non du climat et que la France est réticente à prendre des nouvelles mesures dont elle prévoit que le coût de mise en œuvre sera plus élevé que dans les autres pays européens ou de l’OCDE en raison des efforts déjà accomplis. En novembre 1997, la France présente à la conférence de Kyoto sa « Seconde communication à la convention cadre sur le changement climatique ».

## 1997-2007: une ambition climatique
À partir de 1999 le pouvoir législatif s’approprie l’enjeu climatique. Depuis, le Parlement produit chaque année un rapport concernant les négociations internationales sur le changement climatique.

### Premier programme national de lutte contre le changement climatique et ratification du protocole de Kyoto (2000)
La décision d’élaborer un nouveau programme national de lutte contre le changement climatique (PNLCC) est prise en novembre 1998 par la Commission interministérielle de l’effet de serre. Il paraît en 2000, ce qui permet à la France de ratifier le protocole de Kyoto après adoption de la loi du 10 juillet 2000 relatif à l'entrée en vigueur d'un arrêté, votée à la quasi-unanimité du Parlement. Les mesures figurant dans le programme sont très proches par leur nature de celles qui avaient été retenues jusqu’en 1997, fondées sur les réglementations, la maîtrise de l’énergie dans le bâtiment et dans les usages d’électricité spécifique, l’amélioration du système de transports… c’est-à-dire quasi exclusivement orientées vers l’énergie, même si l’enjeu climatique stricto sensu commence à émerger fortement. Pour la première fois, on y voit apparaître des instruments économiques d’incitation, notamment un projet de taxe carbone, la volonté de mettre en œuvre des instruments de marché, de maîtriser la demande d’énergie et de sensibiliser le public aux conséquences de ses choix de consommation.

### Affirmation d’une priorité nationale et création de l’ONERC (2001)
Sur une initiative parlementaire, le Sénat et l’Assemblée nationale adoptent à l’unanimité la loi du 17 février 2001 qui modifie le Code de l'environnement et qui, par son article 1er, confère à la lutte contre l’intensification de l’effet de serre et la prévention des risques liés au réchauffement climatique le caractère de priorité nationale. Cet acte législatif, inédit au niveau mondial, complète le dispositif national en identifiant explicitement le besoin d’action publique pour faire face aux effets du changement climatique. Pour ce faire, les articles suivants créent l'Observatoire national sur les effets du réchauffement climatique (ONERC) en lui attribuant les missions de collecte et de diffusion d’informations et de formulation de recommandations en matière d’adaptation à destination du gouvernement et du parlement.

### Plan climat (2004)
Lors du deuxième bilan annuel de mise en œuvre de ce programme, dressé en novembre 2002, il ressort clairement que l’application du PNLCC a été insuffisante jusque-là pour assurer le maintien des émissions françaises de gaz à effet de serre, sous l’objectif de Kyoto à l’horizon 2010, et en particulier pour enrayer l’augmentation des émissions de certains secteurs comme les transports et le bâtiment. C’est pourquoi, en ouverture de la 20e session du GIEC, le 19 février 2003, le Président Jacques Chirac évoque la nécessité de diviser les émissions mondiales de GES par deux, ce qui pour la France pouvait signifier une division par « quatre ou cinq » de ses émissions.
Un Plan climat est élaboré dès 2004, présenté par Serge Lepeltier, ministre de l’Écologie et du développement durable. En matière de transport, sont annoncés le bonus-malus sur les voitures particulières et l’affectation de 70  % des dividendes des sociétés d’autoroutes au développement « d’infrastructures majoritairement sobres (TGV Lyon-Turin, autoroutes de la mer…) ». Le bonus malus ne verra cependant pas le jour, se heurtant à la fois à l'opposition de parlementaires et d’une campagne de presse. Dans le bâtiment, le plan annonce la généralisation du Diagnostic de performance énergétique (DPE) et l’instauration d’une réglementation thermique, obligatoire dans certains cas d’opérations de rénovation/réhabilitation. Les collectivités se voient incitées à mettre en place des plans climat territoriaux dont la création est annoncée, avec l’appui de l’ADEME, pour 2005. Le ministre de l'Écologie et du développement durable ne sera pas reconduit lors du changement de gouvernement de 2005.

### Loi POPE (2005)
Un pas décisif est franchi avec la loi de programme fixant les orientations de la politique énergétique (dite loi POPE) du 13 juillet 2005. En effet, cette loi officialise et consolide le lien entre politiques publiques de l’énergie et du climat. Elle indique ainsi dans son article 2 que « (…) La lutte contre le changement climatique est une priorité de la politique énergétique qui vise à diminuer de 3 % par an en moyenne les émissions de gaz à effet de serre de la France. En conséquence, l'État élabore un plan climat, actualisé tous les deux ans, présentant l'ensemble des actions nationales mises en œuvre pour lutter contre le changement climatique »,.

### Stratégie nationale d'adaptation au changement climatique (2006)
Le premier rapport de l'Onerc au Premier ministre, « Un climat à la dérive : comment s’adapter ? » (2005), permet de délimiter le champ des problèmes concernés par les changements climatiques. Un colloque intitulé « Collectivités locales et changement climatique : quelles stratégies d’adaptation ? » est  organisé par l’Onerc au Sénat le 30 septembre 2004. Une première esquisse de stratégie d’adaptation est présentée au Conseil d’orientation, le 19 novembre 2004, pour remarques et avis. Elle est validée par le Comité interministériel pour le développement durable réuni le 13 novembre 2006 par le Premier ministre.

## 2007-2012: climat et politique énergétique, un sujet environnemental de premier plan

### Pacte écologique
Le Pacte écologique est une proposition de charte environnementale élaborée par la Fondation Nicolas-Hulot pour la nature et l'homme (FNH) et le comité de veille écologique (CVE), en France. Mise en ligne le 7 novembre 2006, elle propose aux candidats à l'élection présidentielle française de 2007 10 objectifs et 5 propositions concrètes en lien avec le développement durable. Les principaux candidats (en nombre de suffrages) ont signé la charte : Nicolas Sarkozy, François Bayrou et Ségolène Royal. Cinq mesures plus concrètes applicables techniquement et juridiquement dès le début du mandat du nouveau président de la République :
- création d’un poste de vice-premier ministre chargé du développement durable ;
- instauration d’une « taxe carbone » en croissance régulière ;
- réorientation des subventions agricoles vers une agriculture de qualité ;
- systématisation des procédures de démocratie participative ;
- mise en place d’une politique éducative et sensibilisatrice à l'écologie et au développement durable.

### Grenelle de l’environnement (2007)
L’année 2007 marque le début d’une évolution conséquente dans la politique française en matière de climat, qui se traduit d’abord au moment du Grenelle de l'environnement, dont le premier de ses huit groupes de travail s’intitule « Lutter contre les changements climatiques et maîtriser la demande d’énergie ». Celui-ci aboutit à soixante et onze engagements qui concernent le bâtiment, les transports, l’urbanisme, la recherche, les instruments économiques dont la contribution climat-énergie, l'écotaxe poids-lourds, le bonus-malus automobile… Une partie de ces engagements permet de recycler des mesures non appliquées des précédents programmes et plans climat.

### Réorganisation des services de l’État (2008)
Au moment de la décision de création du ministère chargé du Développement durable en 2007, les attributions du ministère des Transports et de l’équipement et de celui de l’Écologie sont regroupées. Sous la tutelle d’Alain Juppé, puis de Jean-Louis Borloo, une réorganisation globale des administrations centrales du nouveau ministère est entreprise. En 2008, la MIES est fusionnée à la Direction générale de l’énergie et des matières premières pour constituer, au sein du ministère du développement durable, la Direction générale de l'énergie et du climat (DGEC). Le ministère du Développement durable, de l’écologie, du transport et du logement dispose alors de la grande majorité des outils permettant à l’État de lutter contre le changement climatique.

### Loi de programmation Grenelle I (2009)
La loi de programmation relative à la mise en œuvre du Grenelle de l’environnement  du 3 août 2009, dite loi Grenelle 1, est votée à la quasi-unanimité,. Elle fixe des objectifs particulièrement ambitieux dans de  nombreux secteurs de l’économie. Forte de 57 articles, la loi décline ses objectifs en six titres d’inégale importance : la lutte contre le changement climatique (titre 1, art. 2 à 22) occupe à elle seule plus du tiers du dispositif, de façon parfois artificielle, puisque son dernier chapitre sur la recherche dans le domaine du développement durable est loin de toujours concerner le climat. Selon les observateurs, la loi comporte des avancées incontestables mais des doutes sur son financement subsistent.
Parmi les mesures concernant le bâtiment figurent par exemple l’obligation à compter de fin 2010 de la conception de tous les bâtiments publics et tertiaires suivant la norme « basse consommation » (consommation d’énergie primaire inférieure à 50 kWh par an et par mètre carré en moyenne), l’assujetissement fin 2012 de tous les permis de construire déposés à la norme « bâtiment basse consommation » ou l’obligation de soumission au plus tard en 2020 de toutes les constructions neuves à la norme « énergie positive ».
Concernant le secteur des transports figurent les moyens affectés à la régénération du réseau ferroviaire, le lancement de trois autoroutes ferroviaires, le développement des autoroutes de la mer, etc.
Concernant l’énergie, la fixation d'un objectif de 20 % d’énergies renouvelables en 2020 avec fixation d’objectifs intermédiaires pour chaque filière en 2009 et réalisation d’un bilan en 2012.

### Taxe carbone: premier échec de son instauration (2009-2010)
Annoncée par Nicolas Sarkozy en clôture du Grenelle de l'environnement, en présence des prix Nobel de la paix Wangari Maathaï et Al Gore, la question de la contribution climat énergie fait l’objet d’un rapport d’experts réunis sous la présidence de l’ancien premier ministre socialiste, Michel Rocard, rendu le 28 juillet 2009. Un montant initial de 32 €/t de CO2 est proposé. Cette contribution augmenterait de 5 % par an, pour atteindre 100 € en 2030,. Après une première proposition du Premier ministre, François Fillon, d'un montant de 14 euros, Nicolas Sarkozy tranche en faveur d'un montant de 17 euros. Mais le texte est censuré par le Conseil constitutionnel car il prévoit trop d'exemptions et crée une inégalité face à l'impôt. Ces exemptions auraient conduit à ce que 93 % des émissions d'origine industrielle, hors carburant, soient exonérées de contribution carbone, ce qui allait à l'encontre des objectifs affichés de la taxe.
Un nouveau dispositif est présenté en Conseil des ministres du 25 janvier 2010 par le ministre du Développement durable, Jean-Louis Borloo. Mais le 12 mars 2010, Nicolas Sarkozy laisse présager un changement de calendrier sur la taxe carbone en assurant prendre le temps de la concertation au niveau européen comme au niveau national. De fait François Fillon annonce le 23 mars 2010 l'abandon définitif de la taxe carbone, renvoyant à une décision européenne.

### Plan national d’adaptation au changement climatique 2011-2015
Après une phase de concertation au premier semestre 2010, qui a permis de dégager par consensus 202 recommandations pour la métropole complétées par d'autres recommandations pour l'outre-mer, Nathalie Kosciusko-Morizet annonce fin 2010 la mise en place d'un premier plan national d'adaptation au changement climatique pour 2011 pour la période 2011-2015. Ce plan repose sur deux piliers principaux :
- l’atténuation de l'impact sur l'environnement ;
- l’adaptation du pays aux changements climatiques en cours.

Ce plan, intersectoriel et interministériel, vise à incorporer l’adaptation dans toutes les politiques publiques, via 20 domaines thématiques :  santé, eau, biodiversité, risques naturels, agriculture, forêt, pêche et aquaculture, tourisme, énergie et industrie, infrastructures et services de transport, urbanisme et cadre bâti, information, éducation et formation, recherche, financement et assurance, littoral, montagne, action européenne et internationale et gouvernance, et actions transversales. 5 à 6 actions sont retenues par thématique, regroupant chacune plusieurs mesures concrètes.

## 2012-2017: stratégie nationale bas carbone et accord de Paris

### Débat sur la transition écologique (2012-2013)

#### Organisation du débat
La première conférence environnementale se tient les 14 et 15 septembre 2012. En ouverture, François Hollande prononce un discours devant le Conseil économique, social et environnemental (CESE), dans lequel il annonce Débat national sur la transition énergétique (DNTE) qui doit aboutir à une loi de programmation sur la transition énergétique d’ici la fin du premier semestre 2013. Les partenaires du dialogue environnemental doivent échanger autour de cinq thèmes : préparer le débat national sur la transition énergétique, en se donnant comme objectif de fixer la méthode du grand débat national sur l’énergie, reconquête de la biodiversité, prévenir les risques sanitaires environnementaux, mettre en œuvre une fiscalité plus écologique et améliorer la gouvernance environnementale,.
Delphine Batho, ministre de l'écologie, lance le débat en décembre 2012. Laurence Tubiana, conseillère pour l'environnement de l'ex-premier ministre Lionel Jospin et directrice de l'Institut du développement durable et des relations internationales (IDDRI), a accepté d'en être la "facilitatrice" . Deux instances assistent le débat : le conseil national du débat de la transition énergétique, composé de 112 membres (patronat, syndicats, associations environnementales et de consommateurs, élus locaux, parlementaires, État), et un comité d’experts, à l’origine des scientifiques, mais dont le profil a été élargi au fil du temps .
L’objectif du débat est de définir les modalités pour atteindre les objectifs fixés par l'Union européenne, résumés par le slogan « 3 × 20 » : réduction des rejets de CO2 de 20 % en 2020 par rapport à 1990, élévation à 20 % la part d'énergies renouvelables dans la consommation d'énergie, amélioration de 20 % l'efficacité énergétique. À l'échéance plus lointaine de 2050, l'objectif est de diviser par quatre les émissions de CO2.

#### Limogeage de Delphine Batho
Mais dans une interview choc du 2 juillet 2013 à RTL sur les orientations budgétaires du ministère pour 2014, Delphine Batho juge le projet de budget, qui réduit les crédits de l'Écologie de 7 %, « mauvais », ajoutant qu’il s’agit d’un « tournant par rapport à la volonté de mener à bien la transition écologique», estimant que l'Élysée a cédé aux lobbies du gaz de schiste et du nucléaire qui voulait sa « tête ». Dans la foulée, Delphine Batho est limogée par François Hollande lors du conseil des ministres du 3 juillet 2013, arguant qu’elle « a manqué au principe majeur de solidarité et de cohésion gouvernementales ». Delphine Batho bénéficie du soutien affiché d'Arnaud Montebourg, qui a multiplié les provocations depuis sa nomination. Les deux ministres écologistes, Cécile Duflot et Pascal Canfin, ne se sont pas exprimés à l’issue du conseil des ministres mais évoquent plus tard un départ du gouvernement,. Delphine Batho est remplacée par Philippe Martin.
Le limogeage de Delphine Batho offre au débat national sur la transition énergétique une visibilité inattendue, à deux semaines de sa conclusion, mais une visibilité qui va très vite être occultée par le mouvement des Bonnets rouges contre l'écotaxe, qui va contribuer à geler certaines ambitions dans la transition écologique.

#### Synthèse du débat
La synthèse du Débat National, qui se présente sous la forme d’un document de 44 pages hors annexes, est adoptée le 18 juillet 2013 par le Conseil National du Débat. Ce document est remis au gouvernement lors de la Conférence environnementale des 20 et 21 septembre 2013. Il présente 15 enjeux majeurs, accompagnés de propositions de méthode et d’objectifs généraux. L’enjeu 2 précise que la transition doit être faite par tous et pour tous. Le bâtiment est confirmé comme un objectif prioritaire puisque l’enjeu 5 vise à porter l’ensemble du parc existant d’ici 2020 à un haut niveau de performance Bâtiment basse consommation (BBC), l’enjeu 3 recommande de lutter contre la précarité énergétique, l’enjeu 4 concerne quant à lui l’efficacité énergétique et la sobriété,.
Pour beaucoup d'observateurs, les propositions sont en grande majorité consensuelles… parce qu’elles relèvent de l’évidence. Pour les autres, faibles toutefois, le dissensus est acté. C’est le cas de la réduction à 50 % d’ici 2025 de la part du nucléaire dans la production d’électricité, de la division par deux de la consommation d’énergie finale à l’horizon 2050, du sort à réserver aux gaz de schiste, de la fiscalité du diesel. Jean-Louis Borloo, le président de l’Union des démocrates et indépendants (UDI) et « père » du Grenelle de l’Environnement, regrette que le débat « accouche d’une "synthèse" a minima ». Le syndicat Force ouvrière (FO), fidèle à une attitude proclamée dès le premier jour, refuse quant à lui de cosigner le texte de synthèse.
Pour le Réseau Action Climat France et ses associations membres, ces conclusions ne permettent toutefois pas, en l'état, de placer la France sur la voie de la transition énergétique. En effet, bien que plusieurs propositions intéressantes figurent dans le document final (la mise en place d'une contribution climat énergie, la rénovation de 500 000 logements au niveau BBC, une introduction progressive d'une obligation de travaux de rénovation, la nécessité pour la France de défendre un triple objectif de réduction des émissions de gaz à effet de serre, de développement des énergies renouvelables et d'efficacité énergétique à l'horizon 2030 au niveau européen, l'accent mis sur la nécessité de lutter contre l'étalement urbain pour réduire les déplacements contraints), la plupart des recommandations restent floues, et la transition énergétique reste sans moyens financiers.

#### Institutions: création du CNTE (2013)
Le Conseil national de la transition écologique (CNTE) est créée en août 2013. en complément du Conseil national du développement durable (CNDD). Il s’agit d’une commission administrative à caractère consultatif française qui prend le relais du Conseil national du développement durable et du Grenelle de l'environnement (CNDDGE). Il élabore et suit la stratégie nationale de développement durable pour accompagner la transition énergétique et écologique dont les grandes lignes ont été tracées dans le débat national.

### Écotaxe et mouvement des bonnets rouges (2013)

#### Redevance poids lourds: héritage du Grenelle de l’environnement
Lors du Grenelle de l’environnement (2007), le projet de mettre en place en France une redevance poids lourds avait été retenu. Le principe adopté est de faire supporter en partie l'entretien des infrastructures de transport – hormis les autoroutes – aux professionnels du transport routier par une taxe sur les poids lourds. Cette écotaxe doit également permettre de financer les transports collectifs et le fret ferroviaire. Les recettes devaient être reversées à l'agence de financement des infrastructures de transport de France (AFITF) et aux collectivités afin de contribuer au développement des alternatives modales. Celles-ci auraient pu représenter 1,2 milliard d'euros par an, dont 200 millions seraient revenus au prestataire de gestion.
Mais en février 2009, des manifestations ont lieu en Bretagne contre cette taxe. Les transporteurs bretons obtiennent des exonérations dont l'exonération totale de la route nationale 164 entre Rennes et Carhaix. Malgré tout, le projet suit son cours. Un appel d'offres est lancé en mai 2009 pour un contrat de partenariat public-privé portant sur la collecte et une partie du contrôle de la taxe poids lourds. C'est la première fois que la collecte d'une taxe publique est confiée à un prestataire privé. Un contrat de partenariat est signé le 20 octobre 2011 avec la société Autostrade. Il s'étend sur treize ans pour un montant total de 2 milliards d'euros. L'installation de 173 portiques destinés à la perception de l'écotaxe débute en janvier 2013 mais la perception de la taxe est reportée au 1er octobre 2013 pour des raisons techniques.

#### Mouvement des Bonnets rouges et abandon de l’écotaxe
En Bretagne, région dispensée de péage d'autoroutes depuis 1969, un mouvement de contestation hostile à l'écotaxe se forme. Il se baptise « Bonnets rouges », en référence à la révolte fiscale du papier timbré de 1675 contre l'Ancien Régime. Le mouvement détruit d’abord le 2 août 2013 un portique installé la N12, qui relie Brest à Rennes, à Guiclan dans le Finistère. Le 8 octobre, un second portique est saboté. Le « collectif des acteurs économiques bretons », qui rassemble la Fédération régionale des syndicats d'exploitants agricoles (FRSEA), le Medef, la chambre de commerce et d'industrie ou encore la Fédération nationale des transporteurs routiers, réclame un abattement pour la Bretagne de 50% sur ces taxes. Le mouvement fédère patrons et salariés. Le 16 octobre, le Premier ministre Jean-Marc Ayrault lance une concertation « pour un pacte d'avenir pour la Bretagne ». Dix jours plus tard, mille manifestants convergent vers le portique du Finistère à Pont-de-Buis, avec camions, tracteurs, remorques chargées de pneus, choux-fleurs, bottes de paille. Des affrontements éclatent entre les forces de l'ordre et les manifestants. Un homme a la main arrachée,,.
Jean-Marc Ayrault, annonce le 28 octobre 2013 la suspension de l'installation des portiques sans parvenir à mettre fin aux mouvements de contestation. Une manifestation réunissant entre 15 000 et 30 000 Bonnets rouges a lieu le 2 novembre à Quimper. Une autre rassemblant sont entre 17 000 et 40 000 manifestants a lieu le 30 novembre Carhaix. Des opérations escargots et des barrages filtrants sont mis en place dans différentes régions. Il faudra attendre encore un an pour que le projet d'écotaxe soit définitivement abandonné.

### Instauration d'une taxe carbone (2013-2014)
Soutenue par une résolution de l’Assemblée nationale du 4 juin 2013, et préparée par le Comité pour la fiscalité écologique, la mise en place d'une contribution climat énergie (CCE), dispositif qui avait été abandonné en 2010, est annoncée le 21 septembre 2013 par le premier ministre Jean-Marc Ayrault. Elle est promulguée le 29 décembre 2013 dans le cadre de la loi de finances pour 2014 (Loi no 2013-1278, article 32) et entre en vigueur le 1er avril 2014. D'un montant initial de 7 €/t de CO2, elle est passée, comme prévu à l'origine, à 14,50 € en 2015 et 22 € en 2016. Sa trajectoire d'évolution a été programmée par la loi relative à la transition énergétique du 17 août 2015 : 56 € en 2020, puis 100 € en 2030,,. Ses hausses annuelles doivent cependant être entérinées chaque année dans le cadre de la loi de finances.

### Loi sur la transition énergétique et Stratégie nationale bas carbone (2015)

#### Loi sur la transition énergétique
Après l’évaluation du grand débat national, un projet de loi est déposé le 30 juillet 2014. Le texte définitif est adopté par l’Assemblée nationale le 22 juillet 2015 après de nombreux débats. Elle est promulguée le 17 août 2015 après un recours devant le Conseil constitutionnel qui censure trois articles. La loi compte 212 articles. Elle définit un ensemble de mesures dont les objectifs à moyen et long terme sont, :
- réduire les émissions de gaz à effet de serre pour contribuer à l’objectif européen de baisse de 40 % de ces émissions en 2030 (par rapport à la référence 1990) ;
- diminuer de 30 % la consommation d’énergies fossiles en 2030 ;
- ramener la part du nucléaire à 50 % de la production d’électricité en 2025 ;
- porter la part des énergies renouvelables à 32 % de la consommation énergétique finale d’énergie en 2030 et à 40 % de la production d’électricité ;
- diviser par deux la consommation finale d’énergie de 2015 à 2050 (par rapport à 2012) ;
- diminuer de 50 % le volume de déchets mis en décharge à l’horizon 2050.

Les textes d’application pour la mise en œuvre de la loi comprennent 18 ordonnances et 96 décrets, couvrant 162 mesures, et sont pris de septembre 2015 à novembre 2016.

#### Stratégie nationale bas carbone (SNBC) et premiers budgets carbone
Prévue par l’article 173 de la loi sur la transition énergétique, la Stratégie nationale bas carbone (SNBC) constitue la feuille de route pour permettre à la France d’atteindre ses objectifs de réduction des émissions de GES (principe d'atténuation du changement climatique). Un projet de SNBC est établi et soumis à  une consultation publique du 27 août 2015 au 23 septembre 2015,. Le décret no 2015-1491 du 18 novembre 2015 adopte formellement la SNBC et fixe les trois premiers budgets carbone,,:
| Émissions moyennes annuelles (en Mt CO2eq)                                                                | 1990 | 2013 | 1er budget carbone (2015-2018) | 2e budget carbone (2019-2023) | 3e budget carbone (2024-2028) |
| --- | ---- | ---- | ------------------------------ | ----------------------------- | ----------------------------- |
| Secteurs relevant du système communautaire d'échange de quotas d'émissions (hors aviation internationale) |      | 119  | 110                            | n.d.                          | n.d.                          |
| Autres secteurs                                                                                           |      | 373  | 332                            | n.d.                          | n.d.                          |
| Tous secteurs confondus (hors UTCATF)                                                                     | 552  | 492  | 442                            | 399                           | 358                           |
| Répartition sectorielle                                                                                   |      |      |                                |                               |                               |
| Transport                                                                                                 | 121  | 136  | 127                            | 110                           | 96                            |
| Résidentiel-tertiaire                                                                                     | 90   | 99   | 76                             | 61                            | 46                            |
| Industrie manufacturière                                                                                  | 148  | 88   | 80                             | 75                            | 68                            |
| Industrie de l’énergie                                                                                    | 78   | 57   | 55                             | 55                            | 55                            |
| Agriculture                                                                                               | 98   | 92   | 86                             | 83                            | 80                            |
| dont NO2                                                                                                  | 44   | 40   | 37                             | 35                            | 34                            |
| dont CH4                                                                                                  | 42   | 39   | 38                             | 38                            | 37                            |
| Traitement des déchets                                                                                    | 17   | 20   | 18                             | 15                            | 13                            |
| dont CH4                                                                                                  | 14   | 17   | 16                             | 12                            | 11                            |

Pour atteindre ces plafonds d'émissions, la SNBC définit des orientations de politique publique dans tous les secteurs.

### Accord de Paris (2015-2016)

#### Évaluation du plan national d'adaptation au changement climatique 2011-2015
En préambule à la conférence de Paris attendue fin 2015, la table ronde « Mobilisation nationale vers la COP 21 sur les enjeux du climat et de la biodiversité » de la conférence environnementale 2014 a conclu à la nécessité de renforcer la stratégie d’adaptation nationale après avoir procédé à une évaluation externe du PNACC, avant fin 2015. Cette évaluation externe est confiée au CGEDD qui rend son rapport en novembre 2015. Le rapport salue l’existence de ce premier plan qui a amélioré la préparation de la France au changement climatique et réussi à produire certains résultats remarquables, en progressant de façon insuffisamment coordonnée. En matière d’amélioration, la nécessité de renforcer la recherche ciblée est soulignée. De même trois priorités essentielles doivent pouvoir être pilotées de façon plus transverse : celle de la ressource en eau disponible, celle de l'adaptation en zone littorale et celle de l'adaptation des villes et de l'espace public afin de mieux prémunir les citadins des épisodes de canicule et de sécheresse futurs.

#### Accord de Paris
La France accueille du 30 novembre au 12 décembre 2015 au Bourget la 21e conférence des parties (COP 21) à la convention-cadre des Nations unies sur les changements climatiques (CCNUCC) et la 11e conférence des parties siégeant en tant que réunion des parties au protocole de Kyoto. Cette conférence débouche sur l’Accord de Paris, le premier pacte engageant l'ensemble de la communauté internationale dans la lutte contre le changement climatique, qui constitue l'un des grands défis du XXIe siècle. L'objectif à long terme de cet accord en matière de température est de maintenir l'augmentation de la température moyenne de la planète bien en dessous de 2 °C par rapport aux niveaux préindustriels, et de préférence de limiter l'augmentation à 1,5 °C, en reconnaissant que cela réduirait considérablement les impacts du changement climatique. L'accord est signé en décembre 2015 par 195 pays plus l'Union européenne, à l'issue de plusieurs années d'âpres négociations. La totalité des pays l'ont ratifié, accepté ou approuvé dans des délais diversifiés. La Turquie est le dernier pays à l'avoir ratifié en octobre 2021. La fédération de Russie n'a fait que l'accepter en octobre 2019, le gouvernement des États-Unis a finalement déposé le 20 janvier 2021 son instrument d'acceptation de l'Accord,.

#### Mis en œuvre de l'Accord
En s’appuyant sur les recommandations issues de l’évaluation du premier PNACC, et pour mettre le plan en cohérence avec l’Accord de Paris, l’élaboration d'un deuxième PNACC est lancée en 2016. Une concertation mobilise près de 300 participants entre l'été 2016 et l'été 2017. Parallèlement l'Union européenne révise sa stratégie d’adaptation en 2017, sur la base des recommandations du projet européen de recherche BASE (Bottom-up Adaptation Strategies for Sustainable Europe) qui s'est déroulé entre 2012 et 2016.

## 2017-2022: du plan climat à la stratégie énergie climat

### Plan climat (2017)
Présenté le 6 juillet 2017 par Nicolas Hulot, alors ministre de la transition écologique et solidaire, le plan climat a pour objectif d’accélérer la mise en œuvre de l'accord de Paris qui a relevé l’ambition de l’action climatique de la France en fixant notamment l’objectif de neutralité carbone à l’horizon 2050 et de le rendre irréversible. Il exprime ainsi les enjeux nationaux et internationaux de la solidarité climatique. Ce plan comporte six thématiques déclinées en 23 axes. La politique de lutte contre le réchauffement climatique énoncée par le Plan climat vise à réduire la consommation énergétique et les émissions de gaz carbonique (CO2) dans les secteurs les plus énergivores. Il institue des mécanismes d'aide financière pour encourager et accompagner les particuliers et les petites et moyennes entreprises (PME) dans cet effort. Le plan ne comporte pas d'annonces très nouvelles ni très concrètes, mais constitue plutôt une feuille de route générale et la confirmation de grandes orientations déjà énoncées. Il revoit par contre à la hausse différents engagements, comme en ce qui concerne la taxe carbone, la rénovation énergétique des bâtiments ou la fin des centrales à charbon en 2022, et en propose de nouveaux comme la définition d’une stratégie nationale visant à mettre fin à l'importation de produits forestiers ou agricoles contribuant à la déforestation.

#### Augmentation puis gel de l'augmentation de la taxe carbone
Une taxe proportionnelle au contenu en CO2 est instaurée pour les combustibles fossiles en 2014 sous la forme d'une composante carbone dans les taxes intérieures de consommation d'énergies fossiles (pétrole, gaz, charbon). De 7 € au départ, la valeur de la tonne de CO2 (tCO2) est portée progressivement à 30,5 € en 2017, avec un objectif de 100 € en 2030. Compte tenu des cours bas du pétrole et du gaz, cette hausse de la fiscalité est peu ressentie, mais en apploicarion du plan de Nicolas Hulot, elle doit être multipliée par presque trois en 5 ans pour atteindre 86 €/tCO2 dès 2022, contre 65 €/tCO2 initialement prévu dans la Loi de transition énergétique pour la croissance verte.
Cette décision se traduit par une augmentation du prix à la pompe des carburants entre 2017 et 2018 (d'environ 23 % pour le gazole et de 15 % pour l'essence entre octobre 2017 et octobre 2018). Mais si l'augmentation au 1er janvier 2018 décidée par le gouvernement en lien avec la transition énergétique n'est que 7,6 centimes pour le gazole et de 3,9 centimes pour le super soit une augmentation de 5 % pour le gazole et de 3 % pour le super (sur la base de prix moyen de 1,45 €/l pour le gazole et de 1,53 €/l  pour le super en mai 2018), cela contribue, conjugué à un sentiment de délaissement de certains territoires et à une défiance vis-à-vis de la classe politique et des corps intermédiaires, à faire naître en octobre 2018 à un mouvement de contestation général dénommé « mouvement des Gilets jaunes ».
Le 4 décembre 2018, alors que le mouvement se poursuit et que les représentants des Gilets jaunes refusent de le rencontrer, Édouard Philippe revient sur la position du gouvernement, décrétant un moratoire de six mois sur la hausse annoncée des taxes sur les carburants. Cette annonce est jugée insuffisante par les Gilets jaunes et l'opposition au gouvernement,,. Le lendemain, la présidence de la République annonce que la hausse des taxes ne figurera pas dans le projet de loi de finances pour 2019.

#### Rénovation thermique des bâtiments
La rénovation thermique des bâtiments est une « priorité nationale ». Le plan de Nicolas Hulot prévoit la « disparition des passoires thermiques » en dix ans (les 7 millions de bâtiments très mal isolés et énergivores)… pour le même coût (4 milliards d'euros du « plan d'investissement »). Mais en fin de quinquennat, l'objectif est loin d'être atteint, malgré le plan de relance de 100 milliards d'euros lancé fin 2020, avec 7 milliards d’euros fléchés pour la rénovation énergétique. Andreas Rüdinger, chercheur à l’Institut du développement durable et des relations internationales, précise qu’« il y a beaucoup d’argent dépensé, mais qu’il faut réfléchir à centrer les aides vers des rénovations plus performantes ».

#### Sortie des hydrocarbures et du charbon avant 2022
Le 30 décembre 2017 est adoptée une loi mettant progressivement fin à la recherche et à l'exploitation d'hydrocarbures sur le territoire national d'ici 2040. Ainsi, aucun nouveau permis de recherche d'hydrocarbures ne peut être désormais accordé en France par l'État. La prolongation de permis existants est en revanche encore possible. Aucun nouveau permis d'exploitation ne pourra non plus être accordé sauf si la demande est faite pendant la durée de validité d'un permis de recherche. Les permis d'exploitation existants ne pourront pas être prolongés au-delà de l'année 2040 sauf si l’entreprise qui demande la prolongation démontre qu’elle n’a pas couvert ses frais de recherche avec l’exploitation du gisement. Si certaines critiques portent sur le fait qu'une telle loi ne va qu'accroitre le déficit de la balance commerciale avec de nouvelles importations ou sur le fait que les vrais enjeux sont en fait dans la diminution de la consommation, beaucoup considèrent qu'il s'agit d'une réelle avancée.
Concernant le charbon, la mise à l’arrêt des dernières centrales à charbon de France est une promesse de campagne d'Emmanuel Macron, annoncée publiquement dans le plan de Nicolas Hulot de 2017. Réaffirmée en novembre 2018, inscrite dans la programmation pluriannuelle de l’énergie (PPE) pour 2019-2023 et confirmée par la loi relative à l’énergie et au climat du 8 novembre 2019, elle est explicitée dans un communiqué de janvier 2020 qui annonce la fermeture avant 2022 des quatre centrales à charbon encore en activité en France (Cordemais, Saint-Avold, Le Havre, Gardanne). Afin d’accompagner la reconversion des territoires touchés par la mise à l’arrêt des centrales à charbon et la perte d’emplois locaux, le gouvernement initie parallèlement la réalisation de quatre projets de territoire.

#### Stratégie nationale de lutte contre la déforestation importée(14 novembre 2018)
La Stratégie nationale de lutte contre la déforestation importée (SNDI) est adoptée le 14 novembre 2018. L'objectif est d'arrêter toute importation de produits forestiers ou agricoles non durables contribuant à la déforestation pour mettre à l'horizon 2030 (cacao, hévéa, soja, huile de palme, bois et ses produits dérivés, bœuf et co-produits),.

### Loi d'orientation des mobilités(2019)
Faisant suite aux Assises nationales de la mobilité organisées à l’automne 2017, le projet de loi est présenté par le ministre de l’Écologie François de Rugy et la ministre des Transports Élisabeth Borne au Conseil des ministres le 26 novembre 2018,, dans le contexte du mouvement des Gilets jaunes protestant notamment contre le coût des transports. Voté le 24 décembre 2019, ce nouveau texte vise à réformer en profondeur le cadre général des politiques publiques de mobilités en France pour améliorer concrètement la mobilité au quotidien, de tous les citoyens et dans tous les territoires, grâce à des solutions de transports plus efficaces, moins émetteurs et plus accessibles. Un des objectifs étant de réduire l'empreinte environnementale des transports, il contribue à la politique climatique de la France.

### Loi énergie et climat: du facteur 4 au facteur 6(2019)
La loi énergie et climat du 8 novembre 2019 vise à répondre à l’urgence écologique et climatique. Elle inscrit cette urgence dans le code de l'énergie ainsi que l’objectif d'une neutralité carbone en 2050, en divisant les émissions de gaz à effet de serre par six au moins d'ici cette date. Quatre axes principaux sont dégagés : la sortie progressive des énergies fossiles et le développement des énergies renouvelables, la lutte contre les passoires thermiques, l'instauration de nouveaux outils de pilotage, de gouvernance et d’évaluation de la politique climatique et la régulation du secteur de l’électricité et du gaz.

#### Programmation pluriannuelle de l'énergie 2019-2028(janvier 2019)
Créée par la loi sur la transition énergétique pour la croissante verte du 17 août 2015, la programmation pluriannuelle de l'énergie (PPE) établit les priorités d’action du gouvernement en matière d’énergie pour la métropole continentale, dans les 10 années à venir, partagées en deux périodes de 5 ans. La première PPE est approuvée en 2016. La nouvelle PPE, encadrée par la loi énergie et climat de 2019, est établie pour les périodes 2019-2023 et 2024-2028.

### Révision des plans d'adaptation et d'atténuation

#### Adaptation: Plan national d'adaptation 2018-2022(décembre 2018)
Prenant en compte l'évaluation du premier plan d'adaptation 2011-2015 réalisée en 2015 et les nouveaux enjeux depuis l'Accord de Paris ou engagements depuis 2017, un nouveau plan national d'adaptation pour la période 2018-2022 est publié mi décembre 2018 ,. Il s'agit d'un document court (26 pages), mais les recommandations issues de la  concertation (socle  des actions du PNACC-2) ont été publiées dans le rapport annuel 2017 de l'ONERC.

#### Atténuation: SNBC 2
La Stratégie nationale bas carbone (SNBC) publiée en 2015 est révisée en 2018-2019, en visant d’atteindre la neutralité carbone en 2050 (ambition rehaussée par rapport à la première SNBC qui visait le facteur 4, soit une réduction de 75 % de ses émissions GES à l'horizon 2050 par rapport à 1990). Après une consultation du public du 20 janvier au 19 février 2020, la nouvelle version de la SNBC et les budgets carbone pour les périodes 2019-2923, 2024-2028 et 2029-2033 sont adoptés par décret le 21 avril 2020,.
|                                                                                                   | Émissions historiques réalisées (en Mt CO2eq) - années de référence | Émissions historiques réalisées (en Mt CO2eq) - années de référence | Émissions historiques réalisées (en Mt CO2eq) - années de référence | Emissions annuelles moyennes pour la période (en Mt CO2eq) | Emissions annuelles moyennes pour la période (en Mt CO2eq) | Emissions annuelles moyennes pour la période (en Mt CO2eq) |
| 1990                                                                                              | 2005                                                                | 2015                                                                | 2e budget carbone (2019-2023)                                       | 3e budget carbone (2024-2028)                              | 4e budget carbone (2029-2033)                              |                                                            |
| ------------------------------------------------------------------------------------------------- | ------------------------------------------------------------------- | ------------------------------------------------------------------- | ------------------------------------------------------------------- | ---------------------------------------------------------- | ---------------------------------------------------------- | ---------------------------------------------------------- |
| Secteurs relevant du système communautaire d'échange de quotas d'émissions (hors aviation civile) | -                                                                   | -                                                                   | 100                                                                 | 97                                                         | 80                                                         | 66                                                         |
| Secteurs non couverts par le marché d'échange de quotas d'émissions (hors aviation civile)        | -                                                                   | -                                                                   | 353                                                                 | 321                                                        | 274                                                        | 229                                                        |
| Aviation civile domestique                                                                        | -                                                                   | -                                                                   | 5                                                                   | 5                                                          | 5                                                          | 4                                                          |
| Tous secteurs confondus (hors UTCATF)                                                             | 546                                                                 | 553                                                                 | 458                                                                 | 422                                                        | 359                                                        | 300                                                        |
| Secteur UTCATF (Utilisation des Terres, Changements d'Affection des Terres et Foresterie)         | -26                                                                 | -48                                                                 | -41                                                                 | -39                                                        | -38                                                        | -42                                                        |
| Tous secteurs confondus (avec UTCATF)                                                             | -                                                                   | -                                                                   | 417                                                                 | 383                                                        | 320                                                        | 258                                                        |

### Loi climat et résilience (2021)

#### Grand débat national et Convention citoyenne(2019)
Durant le mouvement des Gilets jaunes, Emmanuel Macron annonce le 18 décembre 2018 l'organisation d'un grand débat, sur tout le territoire et ouvert à tous les Français. Le gouvernement présente ce grand débat comme un « outil consultatif de sortie de crise ». Il entend faire remonter les souhaits des Français autour de quatre thèmes : « transition écologique », « fiscalité », « démocratie et citoyenneté » et « organisation de l'État et des services publics ».
La transition écologique, première thématique du Grand débat, nécessite, en particulier à court terme, un accompagnement spécifique des Français, en particulier des ménages les plus vulnérables, et des entreprises, notamment les plus fragilisées. Cette transition doit en effet être juste et son acceptabilité sociale constitue l’un des fondements de sa réussite. C’est précisément la raison pour laquelle le président de la République missionne en avril 2019 une assemblée de citoyens, tirés au sort représentative de la diversité de la société française afin de « définir les mesures structurantes pour parvenir, dans un esprit de justice sociale, à réduire les émissions de gaz à effet de serre d'au moins 40 % d'ici 2030 par rapport à 1990 ».». Cette assemblée, dénommée Convention citoyenne pour le climat regroupe 150 citoyens, se réunit d’octobre 2019 à avril 2020, sur la base de cinq thèmes : se nourrir (alimentation et agriculture), se loger (habitat et logement), travailler et produire (emploi et industrie), se déplacer (aménagement et transports) et consommer (modes de vie et de consommation).
La Convention formule 149 propositions. Emmanuel Macron s'engage à ce qu'elles soient soumises au Parlement ou à référendum à l'exception de trois d'entre elles. Leur transposition législative et réglementaire a lieu notamment dans le cadre du conseil de défense écologique, du plan de relance économique, de la loi de finances pour 2021, et du projet de loi portant lutte contre le dérèglement climatique et renforcement de la résilience face à ses effets.

#### Loi issue de la convention citoyenne
Le gouvernement présente le 10 février 2021 le projet de loi portant lutte contre le dérèglement climatique et renforcement de la résilience face à ses effets. Il est adopté par l'Assemblée Nationale le 4 mai, puis modifié et adopté par le Sénat le 29 juin. Le 20 juillet 2021, le Parlement adopte le projet de loi Climat et Résilience avec 233 voix en faveur et 35 voix contre.
Pour atteindre l’objectif de - 40 % en 2030 par rapport à 1990, les émissions annuelles de GES territoriales doivent passer de 441 MtCO2 en 2019 à 329 Mt CO2eq en 2030, soit une réduction de 112 MtCO2. En 2019, la France avait réduit ses émissions d’environ 20 % par rapport à 1990 (548 MtCO2), soit la moitié de l’effort à réaliser atteinte en un peu de moins de trois décennies, l’autre moitié devant être fournie dans les 10 années restantes. Ce qui signifie que le rythme de réduction devra en moyenne tripler dans la décennie qui s’ouvre par rapport au rythme moyen des 30 dernières années. L'étude d'impact de la loi souligne la difficulté d'évaluer son impact sur le climat, mais l'évalue entre la moitié et les deux tiers du chemin à parcourir entre les émissions en 2019 et la cible en 2030, soit une réduction de 112 MtCO2eq/an. C'est la raison pour laquelle elle est sévèrement critiquée tant par le Haut Conseil pour le climat que par la Convention citoyenne qui la jugent insuffisante tant sur les objectifs à atteindre que sur le respect des propositions de la Convention.

### Stratégie française énergie climat (2021-2022)

#### Cadre européen: paquet «fit for 55»
Le 28 juin 2021, le Conseil européen adopte en première lecture la loi européenne sur le climat, mettant fin à la procédure d'adoption et inscrivant dans la législation l'objectif de neutralité climatique de l'Union européenne à l'horizon 2050 : il passe de –40 % à -55 % par rapport à 1990 (avec une légère différence de périmètre liée au fait que l’objectif de -55 % inclut le secteur des terres et forêts ce qui n’est pas le cas de celui de -40 %). Le 14 juillet 2021, la Commission européenne dévoile un ensemble de propositions législatives destinées à mettre en œuvre cette nouvelle ambition au sein du paquet dit « Fit for 55 »,.
En l’état, ce paquet inclut une révision de la directive sur le marché du carbone européen, qui couvre une partie des émissions de l'industrie, de la production d'énergie, et de l'aviation. Ces secteurs devront réduire leurs émissions de 61 % par rapport à 2005 contre 43 % auparavant. Pour les émissions non-couvertes par le marché carbone européen (transports, bâtiments, agriculture, déchets, petite industrie) le règlement sur le partage de l'effort attribue à chaque État-membre un objectif de réduction : selon la proposition de la Commission, l'objectif de la France pour ces secteurs en 2030 passerait de -37 % à –47,5 %. L’étude d’impact du paquet « Fit for 55 » indique que le renforcement de l’ambition pourrait représenter pour la France une réduction supplémentaire de ses émissions de l’ordre de 40 MtCO2eq d’ici 2030, effort supplémentaire qu’il convient de répartir entre les différents secteurs, et ce alors même que les objectifs du premier budget-carbone 2015-2018 de la SNBC1 n'ont pas été atteints.

#### Consultation sur la stratégie française énergie-climat
La stratégie française énergie-climat (SFEC) est la feuille de route actualisée de la France pour atteindre la neutralité carbone en 2050 et intégrer le nouvel objectif collectif de l’Union européenne de réduction des émissions nettes de gaz à effet de serre de -55 % entre 1990 et 2030. Elle regroupe :
- la loi de programmation énergie-climat (LPEC) qui doit être adoptée avant le 1er juillet 2023 ;
- la stratégie nationale bas carbone (SNBC) dont la 3e version (SNBC 3) est attendue avant 2024 ;
- la programmation pluriannuelle de l'énergie (PPE), dont la 3e version est attendue aussi avant 2024 ;
- le plan national d'adaptation au changement climatique (PNACC).

Une consultation est ouverte du 2 novembre 2021 au 15 février 2022 pour recueillir l'avis du public sur cette stratégie.

## Chronologie comparée des politiques climatiques Monde-France
| Année | Monde | France                   | France |
| Année | Engagements politiques internationaux | Présidence               | Politiques et organismes nationaux spécifiquement dédiés au climat |
| ----- | --- | ------------------------ | --- |
| 1990  | 1er rapport du GIEC | F.Mitterrand (1981-1995) | |
| 1992  | Sommet de Rio - ouverture de la Convention-cadre des Nations unies sur les changements climatiques (CCNUCC)                                                                        | F.Mitterrand (1981-1995) | Création de la Mission Interministérielle de l’Effet de Serre (MIES) |
| 1993  | | F.Mitterrand (1981-1995) | 1er programme d’action "Programme français de prévention du changement climatique" (MIES) |
| 1994  | | F.Mitterrand (1981-1995) | Ratification par la France de la CCNUCC |
| 1995  | 2ème rapport du GIEC | J. Chirac (1995-2007)    | |
| 1996  | | J. Chirac (1995-2007)    | La loi sur l'air et l'utilisation rationnelle de l'énergie (LAURE) instaure les Plans Régionaux pour la Protection de l’Atmosphère (PRQA). |
| 1997  | Adoption du Protocole de Kyoto | J. Chirac (1995-2007)    | |
| 1998  | COP4 de Buenos Aires | J. Chirac (1995-2007)    | |
| 1999  | COP5 de Bonn | J. Chirac (1995-2007)    | |
| 2000  | COP6 de La Haye | J. Chirac (1995-2007)    | 1er Programme national de lutte contre le changement climatique (PNLCC) Création de l'Observatoire national sur les effets du réchauffement climatique (ONERC)                                                                                    |
| 2001  | 3ème rapport du GIEC COP7 de Marrakech | J. Chirac (1995-2007)    | |
| 2002  | COP8 de New Delhi Ratification du Protocole de Kyoto par l’UE et ses états membres                                                                                                 | J. Chirac (1995-2007)    | Approbation du Protocole de Kyoto Rapport sur l’effet de serre de l'OPECST 1er engagement sur un objectif de « Facteur 4 » (SNDD) |
| 2003  | COP9 de Milan | J. Chirac (1995-2007)    | |
| 2004  | COP10 de Buenos Aires | J. Chirac (1995-2007)    | Lancement du Plan climat et du Plan national d’affectation des quotas (PNAQ) |
| 2005  | COP11 de Montréal Entrée en vigueur du Protocole de Kyoto Ouverture du marché européen des quotas d'émissions                                                                      | J. Chirac (1995-2007)    | Loi de Programmation fixant les Orientations de la politique énergétique (loi POPE « Facteur 4 ») |
| 2005  | 1er rapport de l’ONERC sur l'adaptation | J. Chirac (1995-2007)    | Loi de Programmation fixant les Orientations de la politique énergétique (loi POPE « Facteur 4 ») |
| 2006  | COP12 de Nairobi Rapport Stern sur les coûts de l'adaptation | J. Chirac (1995-2007)    | Rapport de la mission d’information de l'Assemblée nationale, révision du Plan Climat et rédaction d’un 2ème PNAQ |
| 2006  | COP12 de Nairobi Rapport Stern sur les coûts de l'adaptation | J. Chirac (1995-2007)    | 1ère Stratégie nationale d'adaptation au changement climatique |
| 2007  | 4ème rapport du GIEC COP13 de Bali | N. Sarkozy (2007-2012)   | Grenelle de l'Environnement |
| 2007  | Livre Vert européen sur l'adaptation | N. Sarkozy (2007-2012)   | Groupe interministériel « Impacts du changement climatique, adaptation et coûts associés en France » |
| 2008  | COP14 de Poznań Création d’un fonds d’aide pour les pays menacés par les CC | N. Sarkozy (2007-2012)   | Loi Grenelle I |
| 2008  | Lancement de la Convention des Maires (UE). « Paquet Energie Climat » (3x20) de l'UE                                                                                               | N. Sarkozy (2007-2012)   | Création de la Direction générale de l'énergie et du climat (DGEC - Ministère de l’écologie). Fin de la MIES |
| 2009  | COP15 de Copenhague Livre Blanc sur l'adaptation (CE) Directive 2009/28/CE sur les énergies renouvelables                                                                          | N. Sarkozy (2007-2012)   | Révision du Plan Climat |
| 2009  | Convention Climat (COP 15 Copenhague) | N. Sarkozy (2007-2012)   | Révision du Plan Climat |
| 2010  | COP16 de Cancún | N. Sarkozy (2007-2012)   | Concertation sur le Plan national d’adaptation (PNACC) |
| 2010  | COP16 de Cancún | N. Sarkozy (2007-2012)   | Loi Grenelle II (juillet) |
| 2011  | COP17 de Durban | N. Sarkozy (2007-2012)   | Adoption du 1er Plan national d'adaptation (PNACC) |
| 2012  | Fin de la 1ère période du Protocole de Kyoto COP18 de Doha | F. Hollande (2012-2017)  | Conférence environnementale sur le développement durable des 14 et 15 septembre 2012 Ouverture du portail DRIAS Les futurs du climat (scénarios climatiques régionalisés)                                                                         |
| 2012  | Directive européenne « efficacité énergétique » | F. Hollande (2012-2017)  | Débat national sur la transition énergétique |
| 2013  | COP19 de Varsovie | F. Hollande (2012-2017)  | |
| 2014  | 5ᵉ rapport d’évaluation du GIEC COP20 de Lima | F. Hollande (2012-2017)  | |
| 2015  | COP21 de Paris - Accord de Paris | F. Hollande (2012-2017)  | Loi relative à la transition énergétique pour la croissance verte (stratégie bas-carbone) |
| 2016  | COP22 de Marrakech | F. Hollande (2012-2017)  | Lancement de l'actualisation Plan national d’adaptation, à la suite de la COP21 |
| 2017  | COP23 de Bonn | E. Macron (2017-2022)    | Plan Climat Convention citoyenne pour le climat |
| 2018  | COP24 de Katowicze | E. Macron (2017-2022)    | Adoption du 2e Plan national d’adaptation (2018-2022) (1ère révision de la stratégie bas-carbone : facteur 4, soit une réduction de 75 % de ses émissions GES à l'horizon 2050 par rapport à 1990.) Création du Haut Conseil pour le climat (HCC) |
| 2019  | COP25 de Madrid Pacte vert pour l'Europe | E. Macron (2017-2022)    | Loi Énergie Climat |
| 2020  | | E. Macron (2017-2022)    | Décret SNBC (2ème révision de la stratégie bas-carbone.) |
| 2021  | Révision du Pacte vert pour l'Europe : Fit for 55 (12 propositions pour atteindre au moins 55 % de baisse des émissions de gaz à effet de serre d'ici à 2030 (par rapport à 1990). | E. Macron (2017-2022)    | Loi climat et résilience |
| 2021  | COP26 de Glasgow | E. Macron (2017-2022)    | Loi climat et résilience |
| 2022  | 6ᵉ rapport d’évaluation du GIEC COP27 de Charm el-Cheikh |                          | Consultation publique sur la stratégie française énergie-climat (SFEC) (2 novembre 2021 au 15 février 2022) |